# Lyman Lemnitzer
Lyman Louis Lemnitzer (Honesdale (Pennsylvania), 29 augustus 1899 - Washington D.C., 12 november 1988) was een Amerikaanse generaal. 
Hij diende in de Tweede Wereldoorlog in Noord-Afrika en Sicilië. Later in zijn loopbaan was hij onder meer Commandant van 7e Infanteriedivisie in Korea, stafchef van het Amerikaanse leger (1959-60) en voorzitter van The Joint Chiefs of Staff (1960-62). Deze post moest hij verlaten na een conflict met president Kennedy over de valse vlagoperatie Northwoods, hij werd vanwege deze poging tot oorlogsmisdaden weggepromoveerd als Supreme Allied Commander Europe, ook wel Opperbevelhebber van de NAVO. Lemnitzer verliet in 1969 het leger na 49 jaar trouwe dienst. In 1975 werd hij door president Ford benoemd tot lid van de Rockefeller Commissie, die als taak had te onderzoeken wat de rol van de CIA was rond de moord op president Kennedy.
In juni 1987 kreeg hij, uit handen van president Reagan de Presidential Medal of Freedom, de hoogste civiele onderscheiding in de Verenigde Staten. 
Lyman Lemnitzer overleed op 89-jarige leeftijd in het Walter Reed Army Hospital in Washington en is begraven op Arlington National Cemetery.

## Militaire loopbaan
- Second Lieutenant: 2 juli 1920[2]
- First Lieutenant: 9 juni 1925[2]
- Captain: 1 augustus 1935[2]
- Major: 1 juli 1940[2]
- Brevet Lieutenant Colonel: 11 december 1941[2]
- Lieutenant Colonel: 2 juli 1943[2]
- Colonel: 11 juni 1942[2]
- Brevet Brigadier General: 25 juni 1942[2]
- Brigadier General: 24 januari 1948[2]
- Brevet Major General: 27 mei 1944[2]
- Major General: 29 april 1952[2]
- Lieutenant General: 1 augustus 1952[2]
- General: 25 maart 1955[2]

## Decoraties
- Parachutist Badge
- Army Distinguished Service Medal met drie Oak Leaf Clusters
- Navy Distinguished Service Medal
- Air Force Distinguished Service Medal
- Silver Star
- Officier in het Legioen van Verdienste - uitgereikt per vergissing, maar niet gerectificeerd door FDR tijdens de Tweede Wereldoorlog
- Legioenair in het Legioen van Verdienste
- Presidential Medal of Freedom (Toegekend door President Reagan, 23 juni 1987)
- Amerikaanse Defensie Service Medaille
- Amerikaanse Campagne Medaille
- Europa-Afrika-Midden Oosten Campagne Medaille met twee campagne Sterren
- World War II Victory Medal
- Bezettingsmedaille voor het Leger
- Medaille voor Nationale Verdediging
- Koreaanse Service Medaille met twee Service Sterren
- Lid in de Orde van het Bad (Verenigd Koninkrijk)
- Commandeur in de Orde van het Britse Rijk (Verenigd Koninkrijk)
- Ridder Grootkruis in deOrde van Verdienste (Italië)
- Grootkruis in de Orde van de Italiaanse Kroon (Italië)
- Grootkruis in de Militaire Orde van Italië (Italië)
- Grootkruis in het Legioen van Eer (Frankrijk)
- Grootkruis in de Orde van Oranje-Nassau met Zwaarden (Nederland)
- Médaille militaire
- Oorlogskruis met Palm
- Ereteken van de Bundeswehr in Goud (Duitsland)
- Grootofficier in de Orde van Boyaca
- Grootlint in de Orde van de Rijzende Zon (Japan)
- Medalha de Guerra
- Grootofficier in de Orde van Militaire Verdienste (Brazilië)
- Orde van Militaire Verdienste (Zuid-Korea)
- Gouden ster in de Orde van Verdienste (Zuid-Korea)
- Gouden Kruis voor Verdienste met Zwaarden
- Ridder Grootkruis in de Orde van de Witte Olifant
- Medaille voor Militaire Verdienste, 1e klasse (Tsjecho-Slowakije)
- Grootofficier in de Orde van de Witte Adelaar (Servië)
- Gouden ster in de Orde van Verdienste (Chili)
- Orde van Menelik II
- Koreamedaille van de Verenigde Naties
- Republiek van Korea Presidentiële Eervolle Eenheids-onderscheiding